# Билси
Билси (фр. Bulcy) насеље је и општина у источном делу централне Француске у региону Бургоња, у департману Нијевр која припада префектури Кон Кур сир Лоар.
По подацима из 2011. године у општини је живело 146 становника, а густина насељености је износила 17,32 становника/km². Општина се простире на површини од 8,43 km². Налази се на средњој надморској висини од 157 метара (максималној 188 m, а минималној 155 m).

## Демографија
| 1962. | 1968. | 1975. | 1982. | 1990. | 1999. | 2011. |
| ----- | ----- | ----- | ----- | ----- | ----- | ----- |
| 232   | 237   | 221   | 192   | 168   | 138   | 146   |

График промене броја становника у току последњих година